# 江見康一
江見 康一（えみ こういち、1921年（大正10年）1月12日 - 2011年12月22日）は、日本の経済学者。財政学専攻。経済学博士（一橋大学・論文博士・1984年）。一橋大学名誉教授・帝京大学名誉教授。日本統計学会理事長・生存科学研究所理事長等を歴任。日経・経済図書文化賞特賞受賞。

## 人物
兵庫県相生市出身。1940年東京都豊島師範学校卒業後、小学校・中学校・高等学校の教員を務めた。また、幼稚園教諭の免許も所持した。
1952年東京商科大学卒業。一橋大学経済研究所では統計学研究部門に所属し、日本経済の長期分析、社会保障分析、サービス経済分析などの実証分析で研究を展開している。『社会保障の構造分析』により博士号を取得（後に岩波書店から刊行される）。帝京大学でも着任時から経済研究所長を務め、一橋大学大学院経済学研究科長などの要職を歴任していた。1978年日本統計学会理事長。2011年12月22日、心不全で死去。90歳没。
指導学生に油井雄二（成城大学学長、学校法人成城学園学園長）、馬場義久（早稲田大学名誉教授）など。

## 平成忠臣蔵
平成14年（2002年）4月、東京都中央区の聖路加看護大学裏の浅野内匠頭屋敷跡から赤穂市の大石神社までの約680kmを自転車で127時間かけて走破している。
江見は昭和14年（1939年）、師範学校の学生時代、旧制中学校の校長の死に接し、その霊を弔うために赤穂から東京までを自転車で走破している。このときの記録は（旅館に泊まった時間を含めて）103時間だった。このことは当時の新聞やラジオでも報道されたという。この新聞記事は見合い結婚の際、仲人から相手方に示され、相手の結婚の意を決させる役割をも果たしたということである。
平成14年に挑戦したのは、忠臣蔵の事件が元禄14年、前回の走破が昭和14年ということで14にかけている。またこの年は吉良邸討ち入り300周年に当たるということで、本人曰く、赤穂と吉良の仲直りの仲介役をするというものであった。準備に際しては当時の吉良・赤穂の両シルバー人材センター会長と連絡を取り（江見は武蔵野市シルバー人材センター会長であった）、神奈川県警や知り合いの医者などとも入念な打ち合わせを行なっている。この走破では途中、愛知県幡豆郡吉良町(当時)に立ち寄り、吉良義央の墓参りを行なった。そして終点の大石神社では、吉良で買った塩と赤穂の塩を混ぜ、「和解のパフォーマンス」を行なっている。

## 経歴
- 1938年 兵庫県立赤穂中学校卒業
- 1940年 豊島師範学校卒業、小学校教諭となる
- 1952年 東京商科大学卒業
- 1956年 一橋大学経済研究所助手
- 1962年 一橋大学経済研究所専任講師
- 1964年 一橋大学経済研究所助教授
- 1972年 一橋大学経済研究所教授
- 1980年 6月、一橋大学経済研究所長（1982年2月まで）
- 1984年 3月、経済学博士（一橋大学）、一橋大学定年退職。4月、帝京大学教授
- 1996年 帝京大学定年退職
- 2002年 81歳で東京・赤穂間を自転車で走破。
- 2011年12月22日　心不全で死去。90歳没。

## 著書

### 単著
- Government Fiscal Activity and Economic Growth in Japan, 1868-1960（紀伊国屋書店、1963年）
- 『経済成長と第3次産業』（地方銀行協会、1969年）
- 『経済政策と財政』（地方銀行協会、1975年）
- Essays on the Service Industry and Social Security in Japan（紀伊国屋書店、1978年）
- 『福祉と貯蓄』（郵便貯金振興会、1978年）
- 『社会保障の構造分析』（岩波書店、1984年）

### 共著
- 『長期経済統計・財政支出』（東洋経済新報社、1966年）
- 『個人貯蓄行動の国際比較』（岩波書店、1968年）
- 『保健医療システム』（大修館書店、1974年）
- 『昭和財政史・終戦─講和・4』（東洋経済新報社、1982年）
- 『昭和財政史・終戦─講和・6』（東洋経済新報社、1984年）

### 編著
- 『経済成長と建設物価の動向』（建設物価会、1965年）
- 『国民医療を見る眼』（勁草書房、1972年）
- 『国民医療のマクロ経済的分析』（統計研究会、1983年）
- 『サービス産業　これからの10年』（日本能率協会、1983年）

### 共編著
- 『日本経済の構造と予測』（春秋社、1969年）
- 『日本経済論』（有斐閣、1973年）
- 『医療問題の経済学』（日本経済新聞社、1980年）
- 『家庭経済学』（有斐閣、1983年）